# Невозможный астронавт
«Невозможный астронавт» — первая серия шестого сезона британского научно-фантастического телесериалa «Доктор Кто». Это первая часть двухсерийной истории, написанной Стивеном Моффатом и срежиссированной Тоби Хайнсом. Показ состоялся в Великобритании на канале BBC One и в США на канале BBC America 23 апреля 2011 года. Мэтт Смит, Карен Гиллан и Артур Дарвилл продолжили исполнять главные роли в серии вместе с Алекс Кингстон в роли Ривер Сонг.
События серии происходят в Юте, где более старшая версия Доктора погибает от руки человека в скафандре. Эми, Ривер и Рори, скрывая это от ранней версии Доктора, пытаются выяснить, кто и зачем убил его. Эпизод продолжает сюжетную арку пятого сезона, одновременно является первым в сюжетной арке о смерти Доктора. В серии впервые появляется Тишина, намёки на которую были в течение всего пятого сезона. По словам Моффата, он планировал создать ещё более пугающих противников Доктора, способных потягаться даже с Плачущими ангелами. Съёмки проходили в США, в штате Юта, в ноябре 2010 года. Сюжет серии появился в Интернете после пресс-показа за несколько дней до трансляции. В Великобритании эпизод посмотрели 8,86 млн человек; он получил положительные отзывы от прессы и высокий индекс оценки — 88 %.

## Сюжет

### Приквел
25 марта 2011 года на официальном сайте «Доктора Кто» стала доступна короткая сцена — приквел к первой серии. В сцене показан неизвестный американский президент (предположительно Ричард Никсон), которому звонят по личной линии в Овальный кабинет, и голос маленькой девочки умоляет его обернуться, предупреждая, что «за ним что-то есть». Президент отказывается, и звонок прекращается. Затем показывается неизвестный инопланетянин, стоящий по правую руку от президента.

### Основные события
Спустя два месяца после того, как Доктор оставил Эми и Рори дома, они получают синие конверты с указанием даты и координат. Координаты приводят их в штат Юта, куда прибывает и Ривер Сонг, также получившая конверт, и сам Доктор, которому уже 1103 года (примерно на 200 лет больше, чем было во время их последней встречи). Во время пикника на озере Доктор рассказывает, что намерен взять их в «космос в 1969 год». Эми замечает в стороне неизвестную фигуру, но забывает об этом, как только отводит взгляд. Позже из озера выходит человек в скафандре, Доктор приказывает друзьям оставаться на месте и не вмешиваться, что бы ни произошло. После недолгого разговора «астронавт» стреляет в Доктора: первый выстрел убивает его, и он начинает регенерировать, второй выстрел застаёт его в процессе регенерации, когда его тело уже мертво, и Доктор умирает окончательно, не успев восстановиться. На берегу появляется старик, который называет себя Кантон Эверет Делавэр III, показывает аналогичный синий конверт и протягивает канистру с бензином. Тело Доктора сжигают на озере, а старик, прощаясь, говорит, что они ещё встретятся с ним, а он с ними — нет.
В кафе Эми, Рори и Ривер замечают, что конверты пронумерованы и одного конверта не хватает. На соседнем столике они замечают ещё один конверт, а из туалета выходит Доктор, на 200 лет моложе убитого. Он рассказывает, что тоже получил конверт и не знает, кто отправитель и зачем они здесь. Несмотря на протесты Эми, Ривер убеждает её, что нельзя рассказывать Доктору о том, кто отправил конверты и о том, что они видели его смерть. Эми всё же удаётся убедить Доктора поверить им на слово, отправиться в 1969 год и разыскать Кантона Эверетта Делавэра III. ТАРДИС приземляется в Овальном кабинете, где президент Ричард Никсон беседует с бывшим агентом ФБР Делавэром о странных телефонных звонках от маленькой девочки, которые он получает, где бы ни находился. Доктор быстро завоёвывает доверие Делавэра и убеждает его дать ему время на поиски девочки.
Пока Доктор работает, Эми в уборной сталкивается с фигурой, которую она заметила на озере. Она понимает, что пришельца, который называет себя Тишина, можно помнить, только когда видишь, и делает его фотографию с помощью мобильного. Однако, выйдя из уборной, она забывает и о пришельце, и о снимке. Тем временем Доктор находит местоположение девочки — мыс Канаверал, Флорида, пересечение улиц Джефферсон, Адамс и Гамильтон. Вместе с Эми, Рори, Ривер и изумлённым Кантоном Делавэром они отправляются туда на ТАРДИС.
Они обыскивают здание и находят скафандр с внедрённой в него инопланетной технологией жизнеобеспечения. Ривер и Рори проверяют найденную сеть подземных туннелей, где сотни лет прячется множество особей Тишины, однако забывают о них, как только отводят взгляд. Они находят комнату, аналогичную ТАРДИС по своим функциям, но не знают, что окружены Тишиной. Между тем Делавэр слышит крики девочки и отправляется туда. Эми и Доктор следуют за ним, и Эми признаётся Доктору, что беременна. Они находят Делавэра без сознания, а из коридора выходит человек в скафандре. Забрало поднимается, и они видят внутри маленькую девочку, но Эми слишком поздно замечает это и, думая, что меняет историю и спасает Доктору жизнь, хватает пистолет Делавэра и стреляет в астронавта.

## Производство
Съёмки проходили в Долине монументов, штат Юта, США, и Долине богов, Юта, США.
Серия посвящена британской актрисе Элизабет Слейден, известной по сериалу для детей школьного возраста «Приключения Сары Джейн», скоропостижно скончавшейся 19 апреля 2011 от рака. Элизабет Слейден играла одну из спутниц Четвёртого Доктора — Сару Джейн Смит. В обновлённом сериале Сара появляется в сериях «Встреча в школе», «Украденная Земля», «Конец путешествия» и «Конец времени».